# Fanny Giordano
Fany Elena Giordano Brunacci (18 de octubre de 1939 Cañada de Gómez - 8 de febrero de 1977, secuestrada asesinada en Cañada de Gómez, provincia de Santa Fe). Fue una docente, militante de la UCRI, víctima de la última dictadura cívico militar de Argentina.

## Breve reseña
Fanny Elena Giordano Brunacci nació el miércoles, 18 de octubre de 1939 en Cañada de Gómez, Santa Fe, Argentina. Era Profesora de Historia, literatura y ciencias sociales.
El 8 de abril de 1976 se le aplica la “Ley de Prescindibilidad” de la provincia de Santa Fe quedando cesante en todos sus cargos docentes en especial el de Directora de la Escuela de Comercio de Villa Eloísa distante a unos 30 Km. de su domicilio y el de Supervisora del Bachillerato para Adultos. En los últimos tiempos se habían sumado amenazas que la obligaron a iniciar los trámites de radicación en el extranjero.

## Secuestro y asesinato
El 8 de febrero de 1977, cerca de las dos de la madrugada un grupo de tareas ingresa a su domicilio y tras reducirla la secuestran del mismo llevando también muchas pertenencias y dinero de su propiedad. Doce horas más tarde, a las 14:20 hs., su cuerpo sin vida fue encontrado en una alcantarilla a metros de la localidad de Armstrong. El mismo se encontraba con los ojos vendados y atado de pies y manos presentando 52 disparos de arma de fuego calibre 9 mm. Por el hecho se abrió una causa judicial que fue cerrada rápidamente a raíz de las presiones, motivo por el cual el caso nunca fue aclarado y su autores materiales y/o intelectuales detenidos.

## Homenajes
- En su ciudad natal fue impuesto el nombre de "Prof. Fanny Elena Giordano" a una plaza en su honor y a un barrio de viviendas docentes.[7]